# Eustrotia longena
Eustrotia longena là một loài bướm đêm trong họ Noctuidae.